# Liza abu
Liza abu är en fiskart som först beskrevs av Heckel, 1843.  Liza abu ingår i släktet Liza och familjen multfiskar. Inga underarter finns listade i Catalogue of Life.